# ناحیه اکسل، شهرستان مارشال، مینه سوتا
ناحیه اکسل (به انگلیسی: Excel Township) یک منطقهٔ مسکونی در ایالات متحده آمریکا است که در شهرستان مارشال، مینه‌سوتا واقع شده‌است.
 ناحیه اکسل ۱۲۱٫۲ کیلومتر مربع مساحت و ۲۸۰ نفر جمعیت دارد و ۳۴۸ متر بالاتر از سطح دریا واقع شده‌است.